# Karl-Heine-Kanal

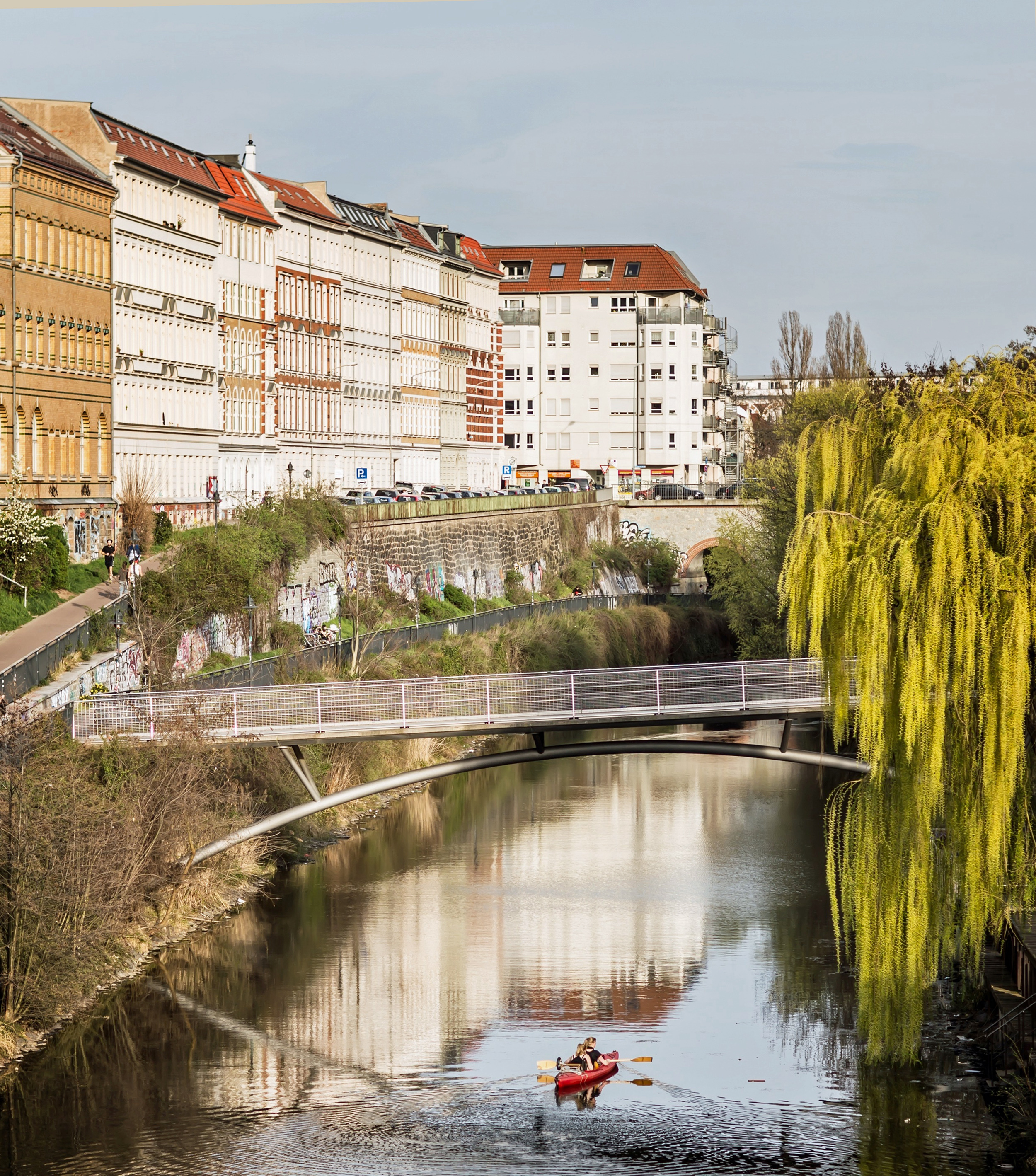
Karl-Heine-Kanal am Karl-Heine-Bogen

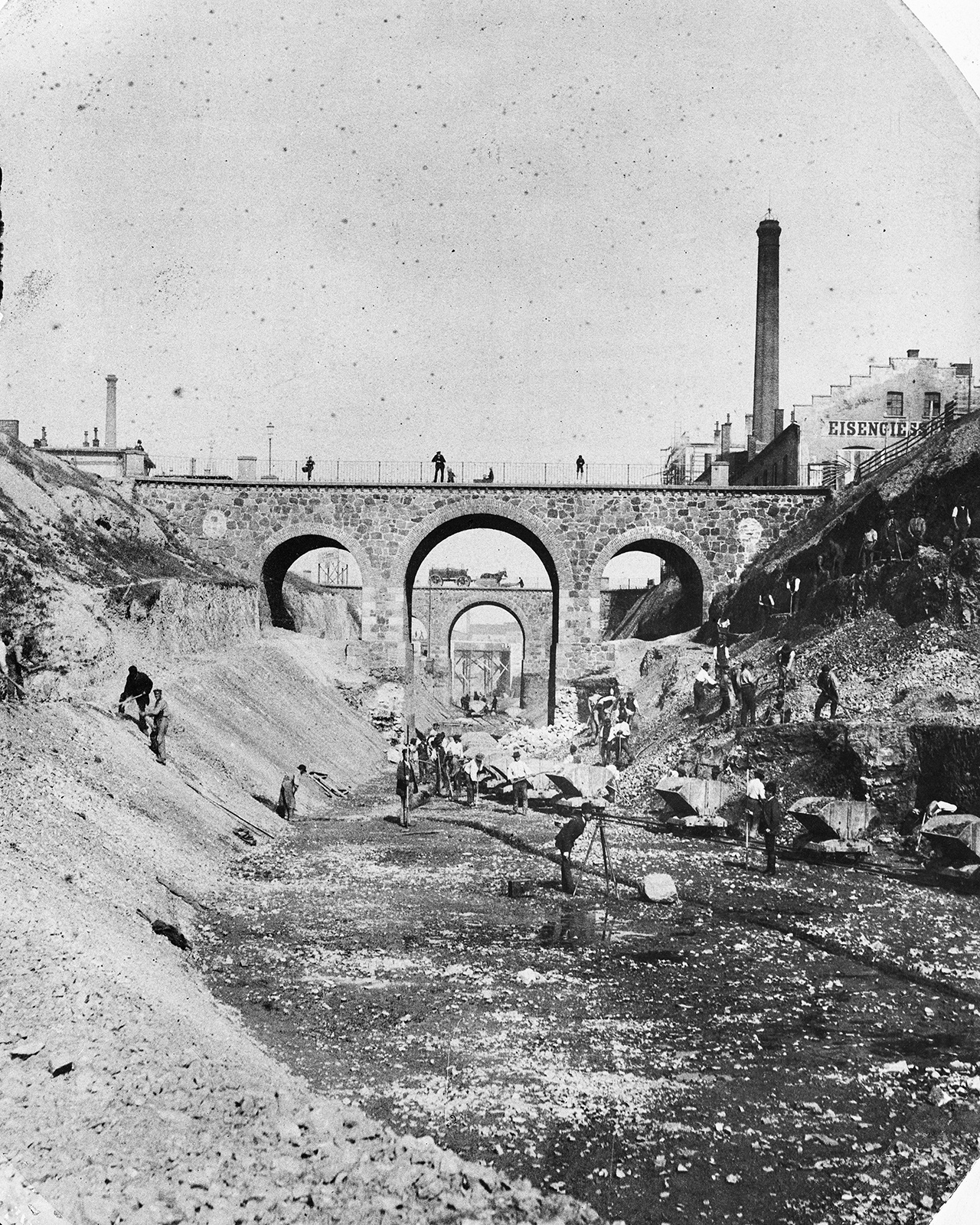
Kanalbau um 1885

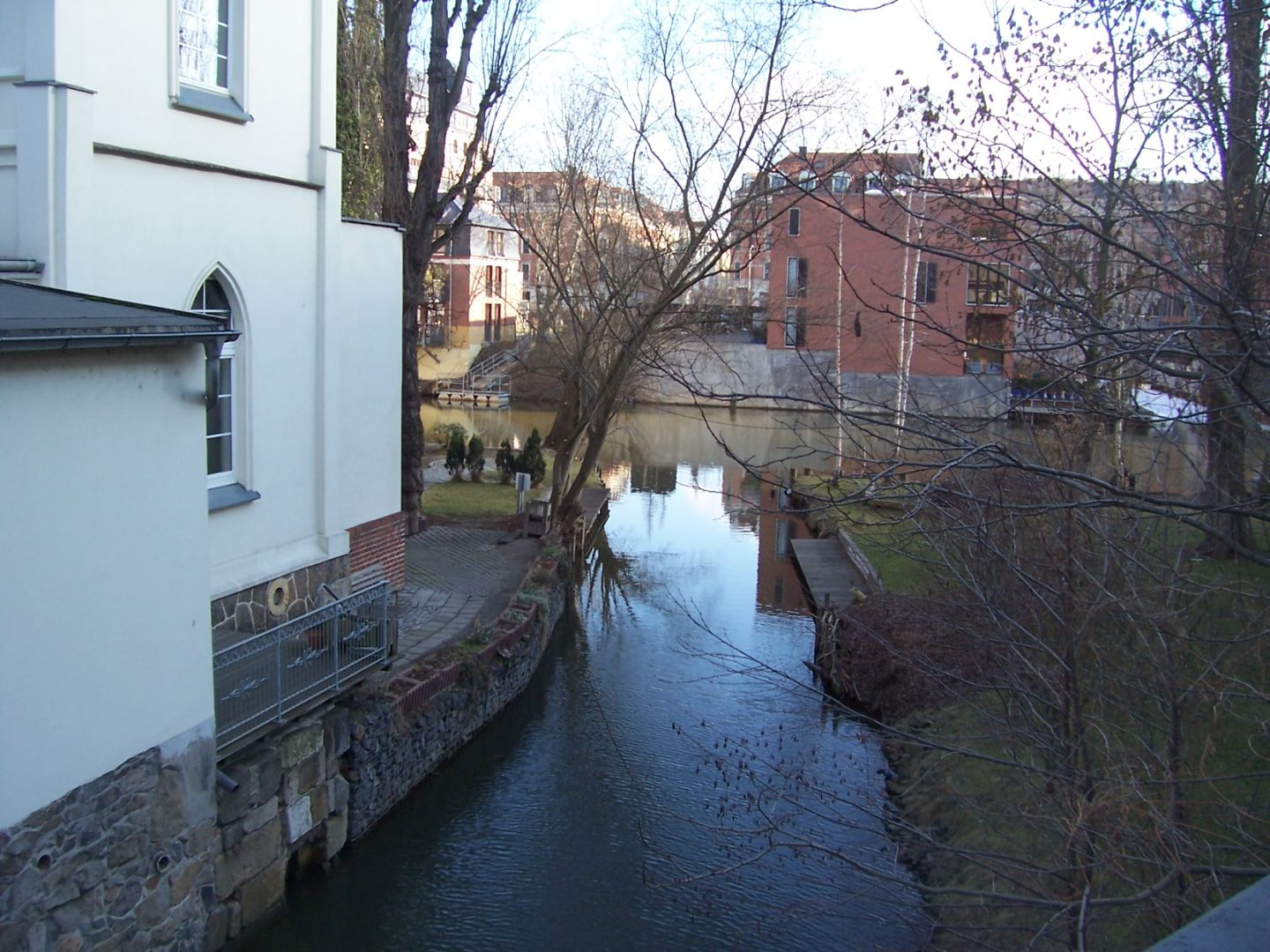
Abzweig des Kanals von der Weißen Elster

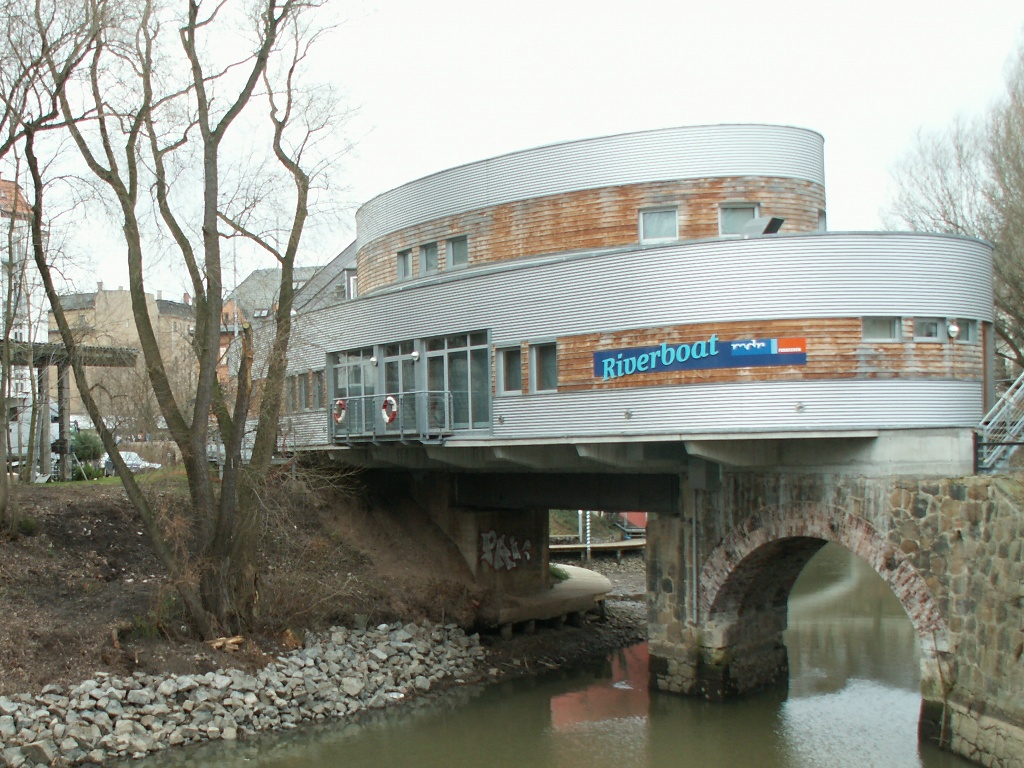
Die Riverboat-Bühne

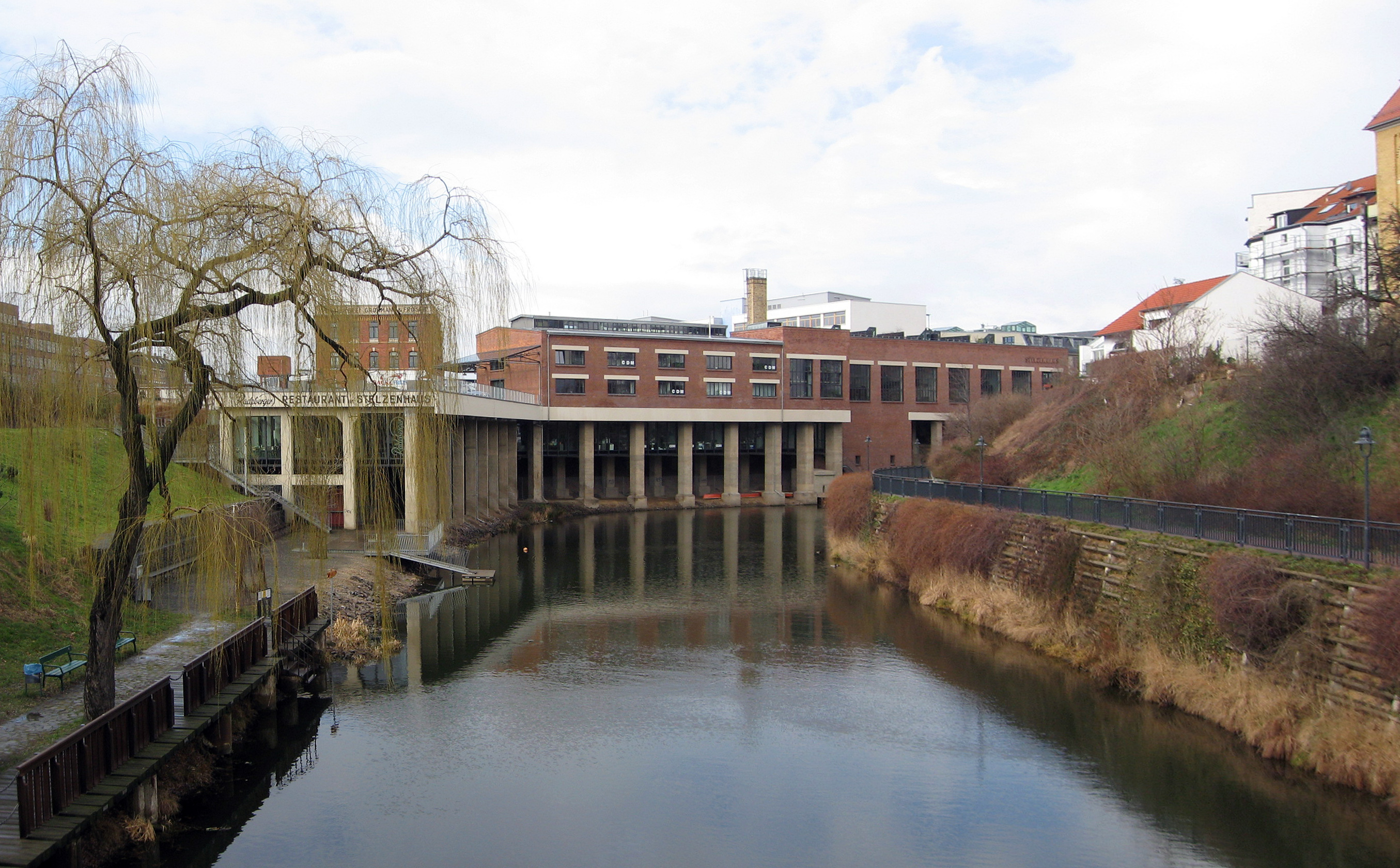
Am Stelzenhaus

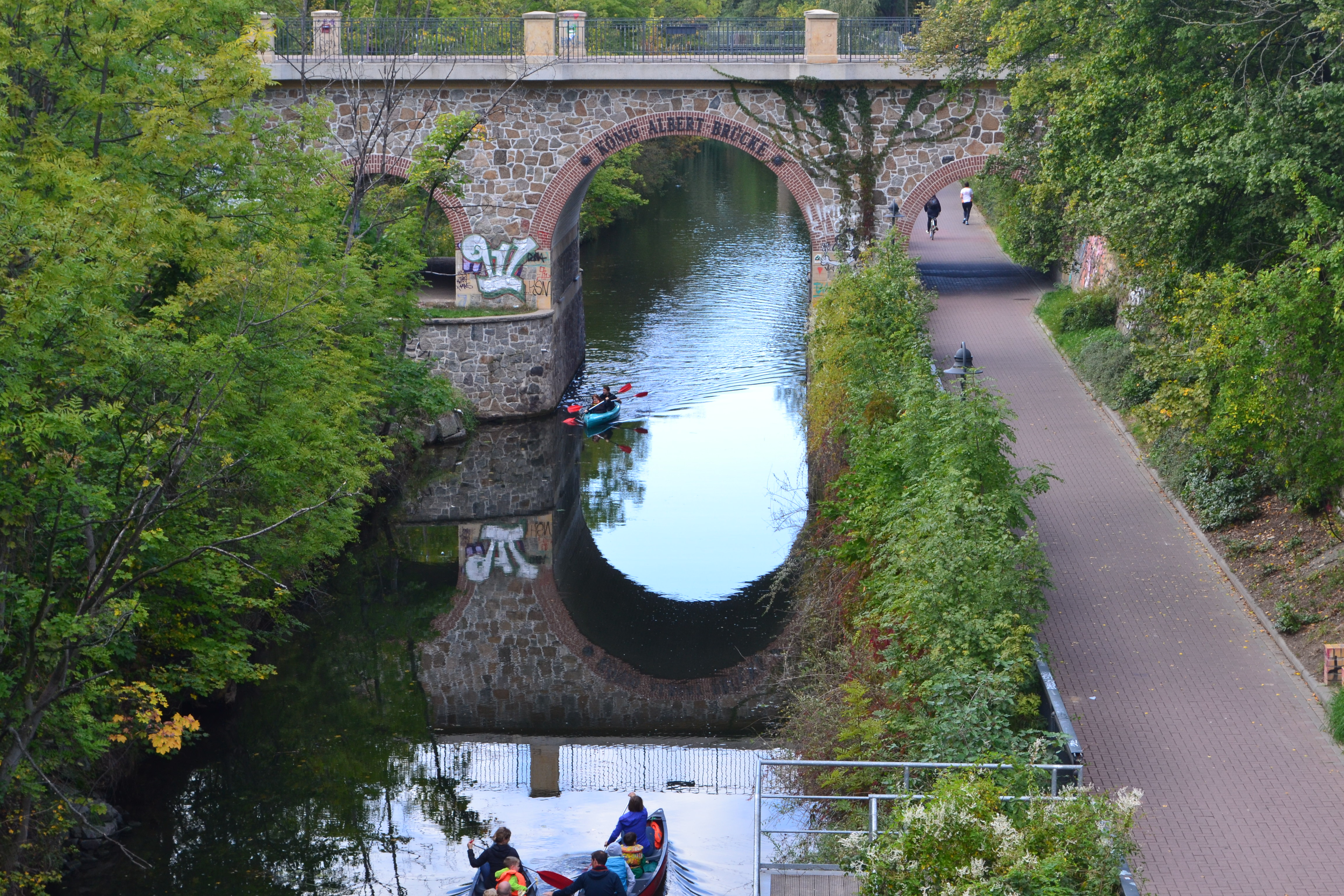
König-Albert-Brücke

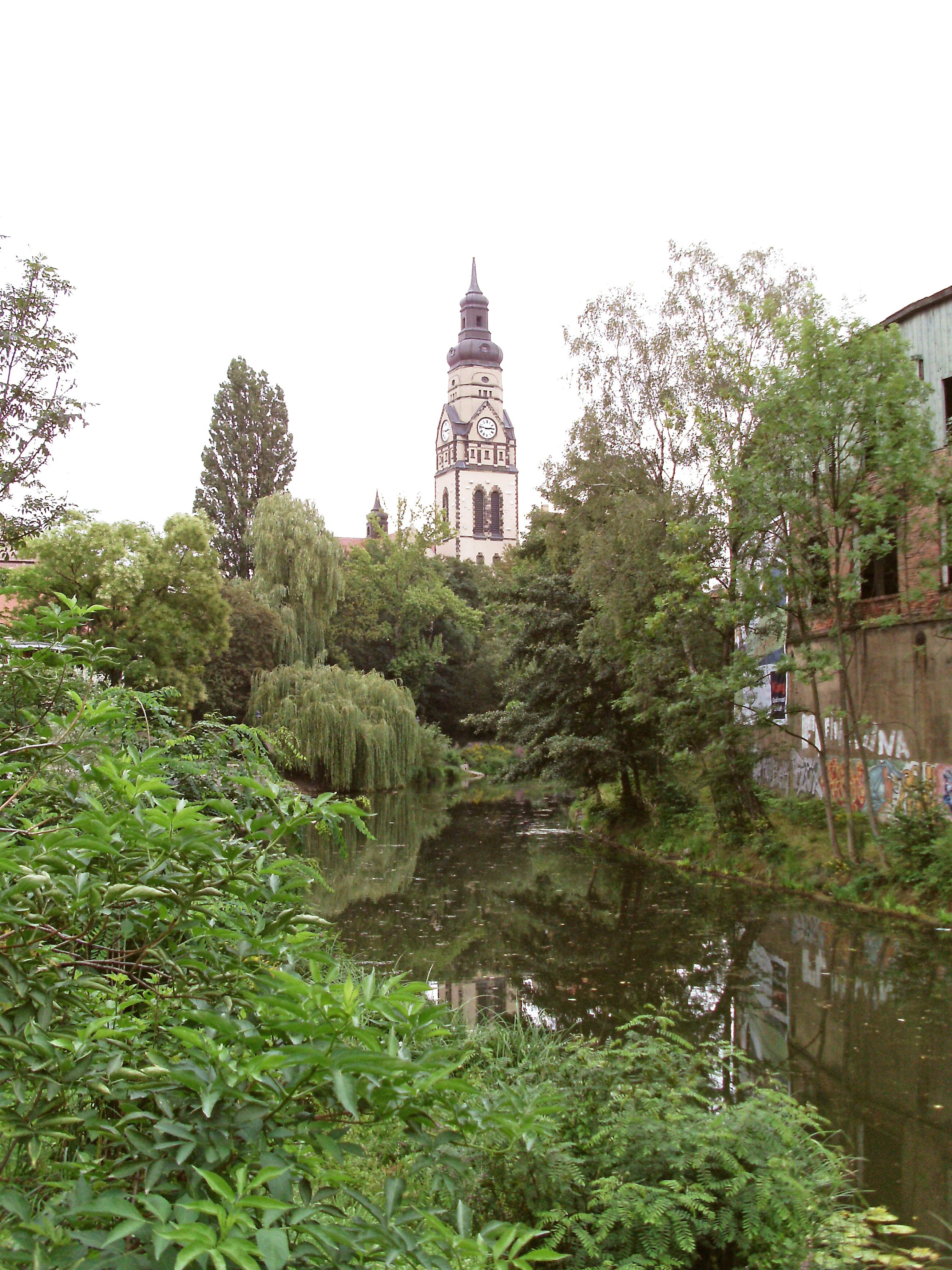
Turm der Philippuskirche in Lindenau im Hintergrund

Der Karl-Heine-Kanal ist ein rund 3,3 km langer künstlicher Wasserlauf im Westen der Stadt Leipzig, der den Lindenauer Hafen mit der Weißen Elster verbindet. Er wird von 15 Brücken überspannt und ist mit kleinen Booten befahrbar. Als denkmalpflegerische Sachgesamtheit „Kanal, Uferbefestigungen sowie Brücken“ ist der Kanal ein Leipziger Kulturdenkmal.

## Brücken
Folgende Brücken überqueren den Karl-Heine-Kanal (beginnend mit der Einmündung in die Weiße Elster):
1. Nonnenbrücke (Straßenbrücke der Nonnenstraße)
2. Gleisbrücke P VIII (Gleisbrücke des ehemaligen Industriegleises P VIII, bebaut mit der Riverboat-Bühne)
3. Elisabethbrücke (Straßenbrücke der Erich-Zeigner-Allee)
4. König-Johann-Brücke (Straßenbrücke der Zschocherschen Straße)
5. Karl-Heine-Bogen (Fuß- und Radwegbrücke)
6. Weißenfelser Brücke (Straßenbrücke der Weißenfelser Straße)
7. König-Albert-Brücke[1] (Straßenbrücke der Karl-Heine-Straße)
8. Aurelienbrücke (Fuß- und Radwegbrücke der Aurelienstraße)
9. Gießerbrücke (Straßenbrücke der Gießerstraße)
10. Gleisbrücke P I (Gleisbrücke des ehemaligen Industriegleises P I)
11. König-August-Brücke (Straßenbrücke der Engertstraße)
12. Bahnbrücke (Bahnstrecke Leipzig–Probstzella)
13. Saalfelder Brücke (Straßenbrücke der Saalfelder Straße)
14. Am Kanal (Fuß- und Radwegbrücke, Ersatz des Holzüberbaues durch Stahlüberbau, 2016)
15. Luisenbrücke (Straßenbrücke der Lützner Straße; der Kanal endete vor dem 29. Januar 2015 einige Meter vor der Brücke)[2]
16. Brücke über Einfahrt zum Lindenauer Hafen (Aluminium, 2015)

## Geschichte
Der Kanal wurde ab 1856 auf Initiative des Leipziger Rechtsanwalts und Industriepioniers Carl Heine als erster Teil eines projektierten Schifffahrt-Kanals von der Weißen Elster bis zur Saale angelegt. Mit dem Kanalbau wurde in Plagwitz an der Weißen Elster begonnen. Am 25. Juni 1864 wurde der erste Abschnitt des Kanals eingeweiht, 1887 war die Zeitzer Eisenbahn in Lindenau erreicht. Zwischen 1890 und 1898 wurde dann das vorerst letzte Teilstück gebaut, welches  kurz vor dem Lindenauer Hafen endete.
In den 1990er Jahren wurde der Kanal saniert. Dabei wurde am nördlichen Kanalufer ein Fuß-/Radweg angelegt, der am 16. September 1996 in Anwesenheit der damaligen Bundesumweltministerin Angela Merkel eingeweiht wurde.
Im Jahr 2007 beschloss die Stadtverwaltung, die für die Verlängerung des Kanals zum Hafen notwendige Planung zu beauftragen, um die schon länger geplante Verbindung zu ermöglichen.
Am 18. Juli 2012 wurde die Verlängerung des Kanals zum Hafen durch den Stadtrat beschlossen. 18 Millionen Euro sollen bis 2015 bei dem Projekt verbaut werden, von dem sich nicht nur die Stadtverwaltung Effekte für die Stadtentwicklung im Leipziger Westen erhofft. Die Kommune musste etwa 3,8 Millionen aus dem eigenen Haushalt beisteuern, 7,6 Millionen Euro sollen aus Grundstücksverkäufen an der Plautstraße gewonnen werden. Der Rest der Kosten wurde mit Fördergeldern finanziert, unter anderem aus dem EU-Stadtentwicklungsfond „Jessica“.
Am 29. Januar 2015 wurde begonnen, die 665 Meter lange Anbindung des Karl-Heine-Kanals an den Lindenauer Hafen zu fluten. Der Vorgang war planmäßig drei Wochen später abgeschlossen. Am 2. Juli 2015 wurde die neue Strecke für den Bootsverkehr freigegeben. Bevor die 75 Meter lange Verbindung vom Hafen zum Elster-Saale-Kanal hergestellt werden kann, muss südlich der Luisenbrücke ein Sperrwerk für Hoch- und Niedrigwasserfälle errichtet werden.